# Tino Goedings
Tino Goedings (Arnhem, 2 februari 1947 - Arnhem, 17 februari 2007) was een Nederlandse beeldhouwer, tekenaar, dichter en filmmaker.

## Loopbaan
Goedings begon zijn loopbaan als perspectieftekenaar bij de KEMA in Arnhem. Daarna was hij lange tijd werkzaam als illustrator van schoolboeken bij Fysica Arnhem. Hij illustreerde onder andere catalogi voor fysische-instrumenten. Later ging hij zich volledig wijden aan de kunst en begon hij met het maken van pentekeningen en foto's en ging hij zich meer toeleggen op het maken van installaties en films.  Hij werkte vooral vanuit zijn woonplaats Doesburg en gebruikte diverse materialen.

## Werk
Het werk van Goedings is erg divers. Hij heeft vele pentekeningen, illustraties, Haiku-bundels, objecten en films geproduceerd. Zijn werk staat vol van symboliek die vaak refereert aan de relatie tussen mens en natuur. Zijn pentekeningen kenmerken zich door een hoge mate van detail en zijn  geënt op het pointillisme. De objecten zijn veelal samengesteld uit natuurlijke materialen, zoals hout, eieren, bot, touw en veren en hebben daardoor een (deels) vergankelijk karakter. Goedings’ films zijn gelaagd en zitten vol symbolisme. De avantgardistische inslag maakt dat zijn films niet voor iedereen even toegankelijk zijn.
In een van zijn uitspraken zegt Goedings zelf over zijn objecten:"In mijn werk ontdoe ik de voorwerpen van hun oorspronkelijke functie en plaats ik ze in een spannende combinatie ten opzichte van elkaar."

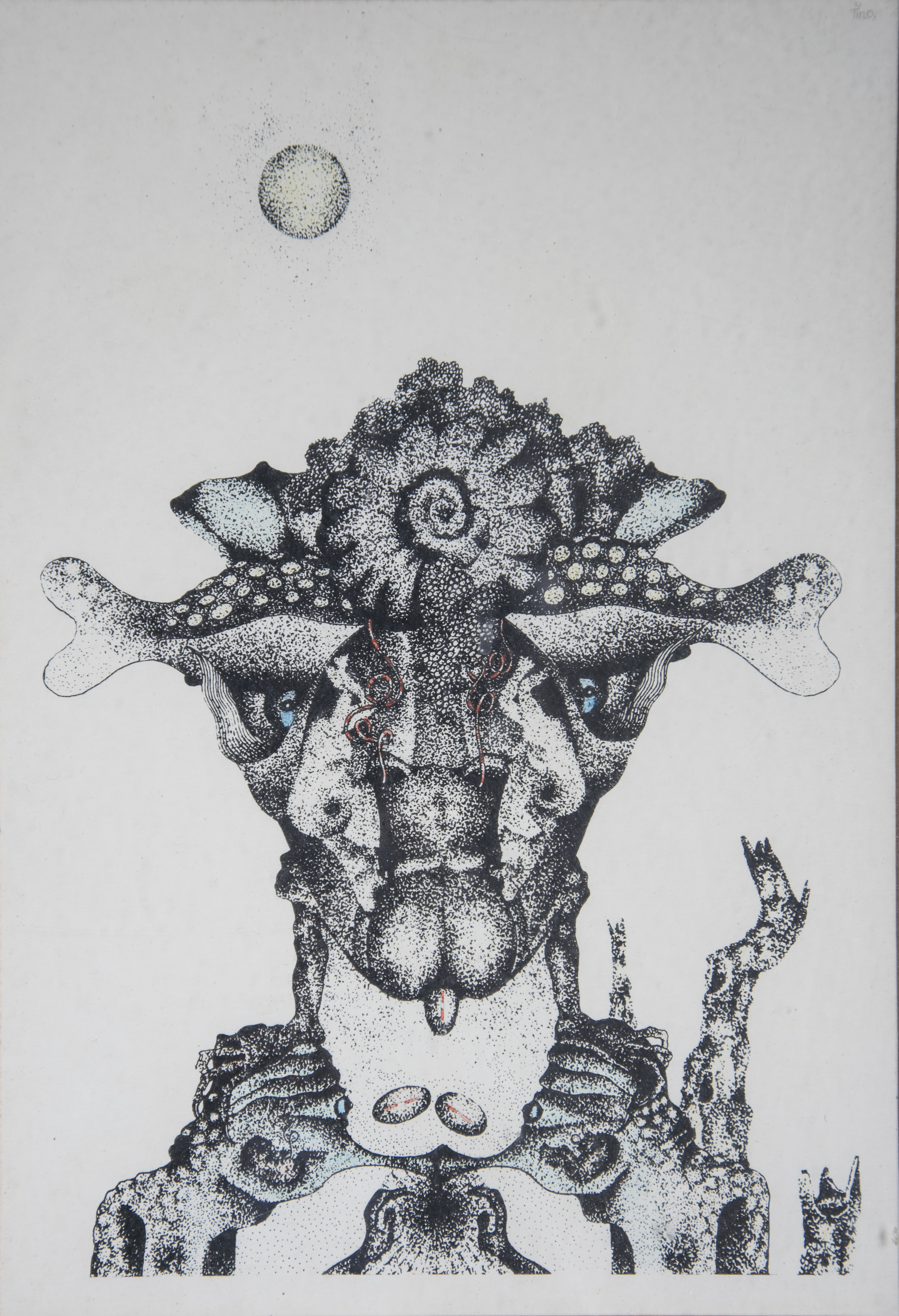
De natuur loert, pentekening 1975
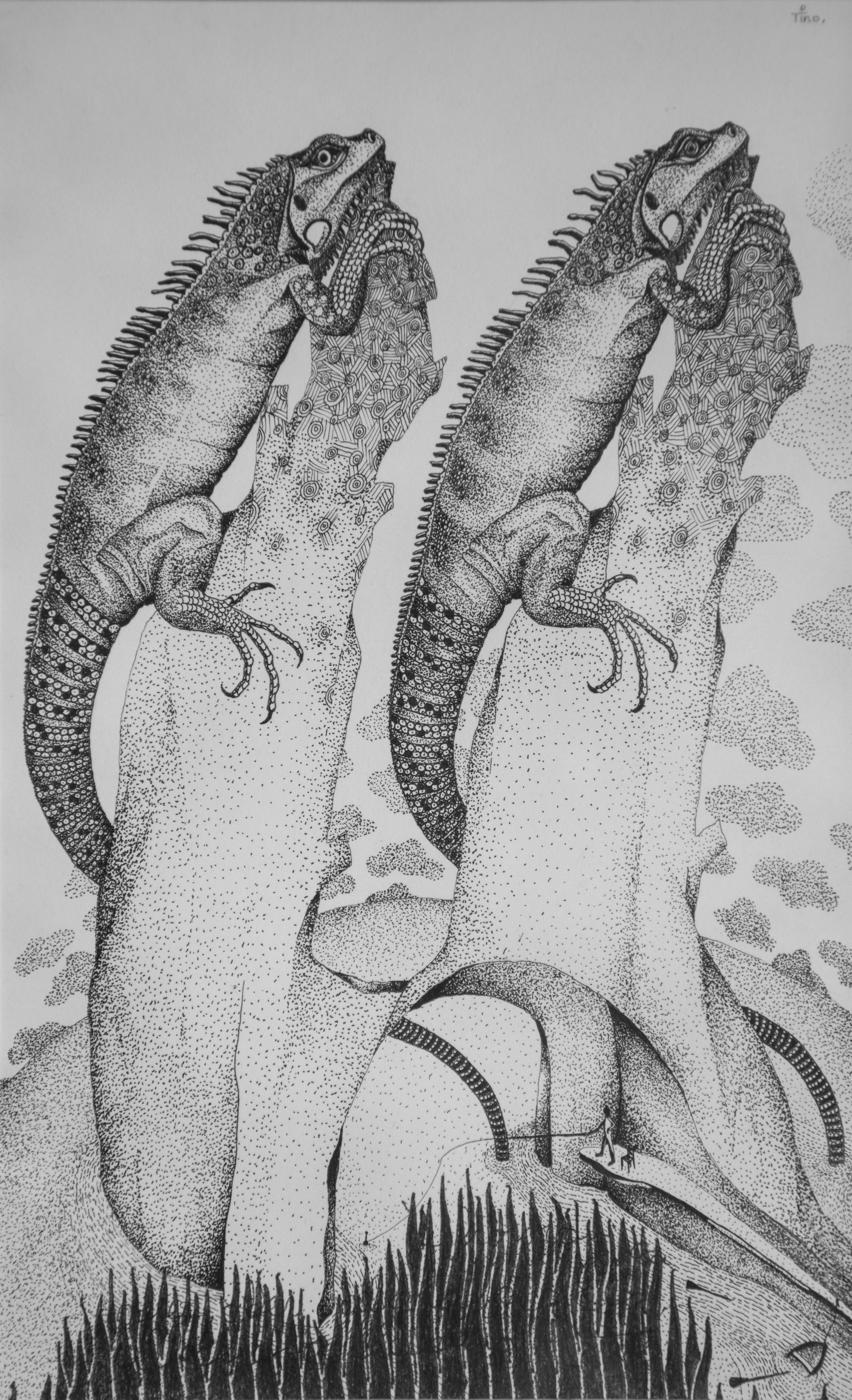
Iguana Iguana, pentekening 1980
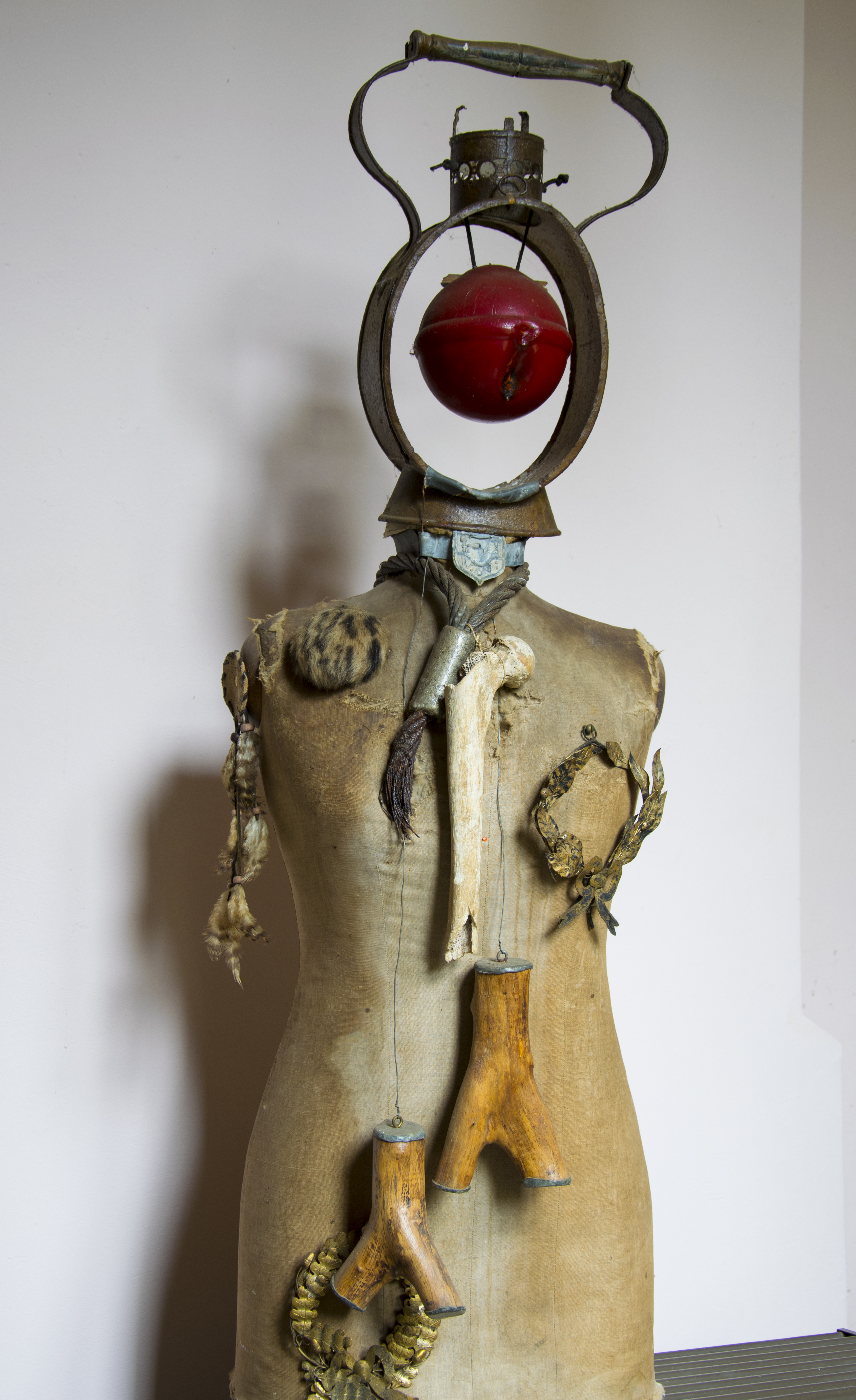
Geboorte, torso 1980
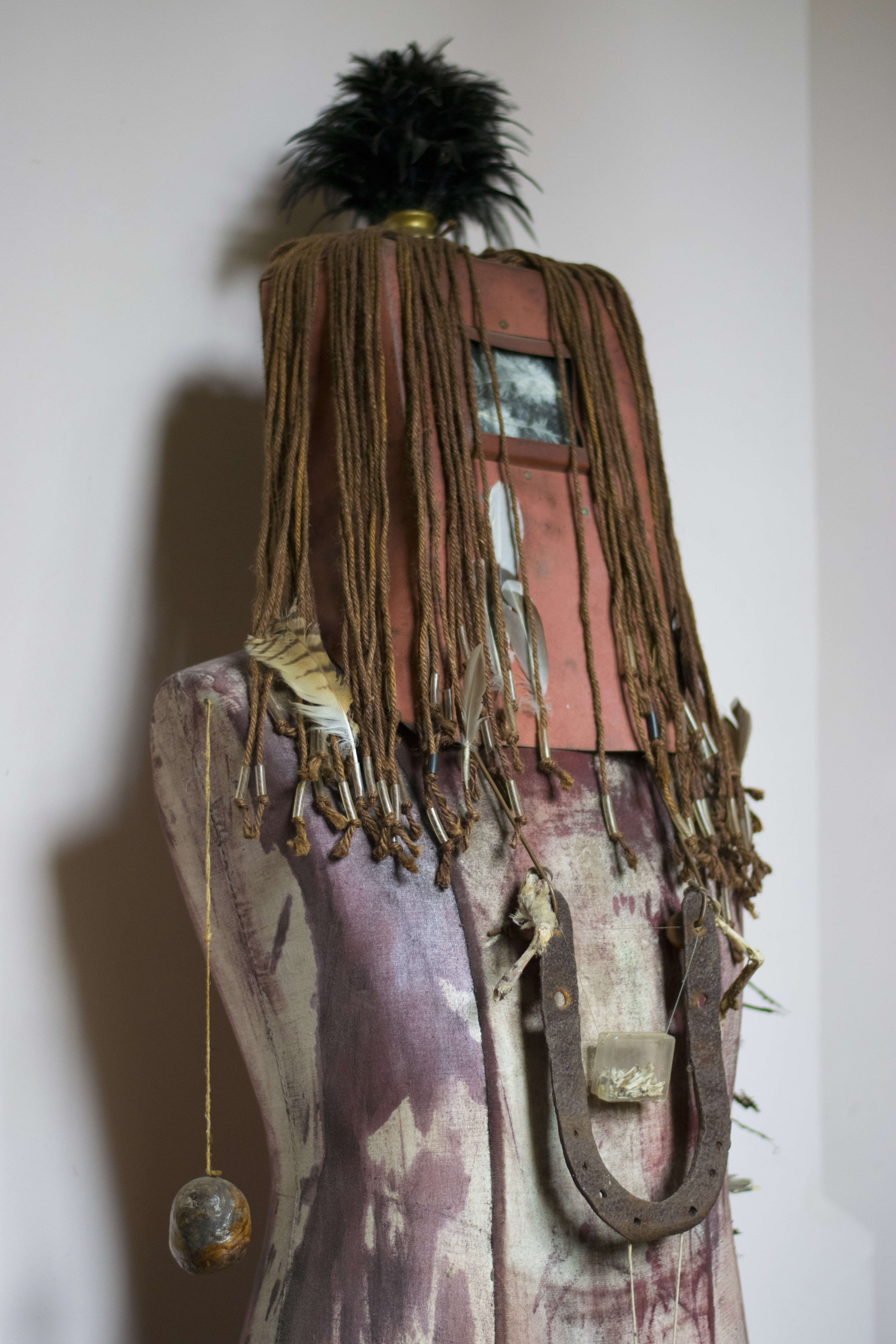
Beschermeling, torso 1985
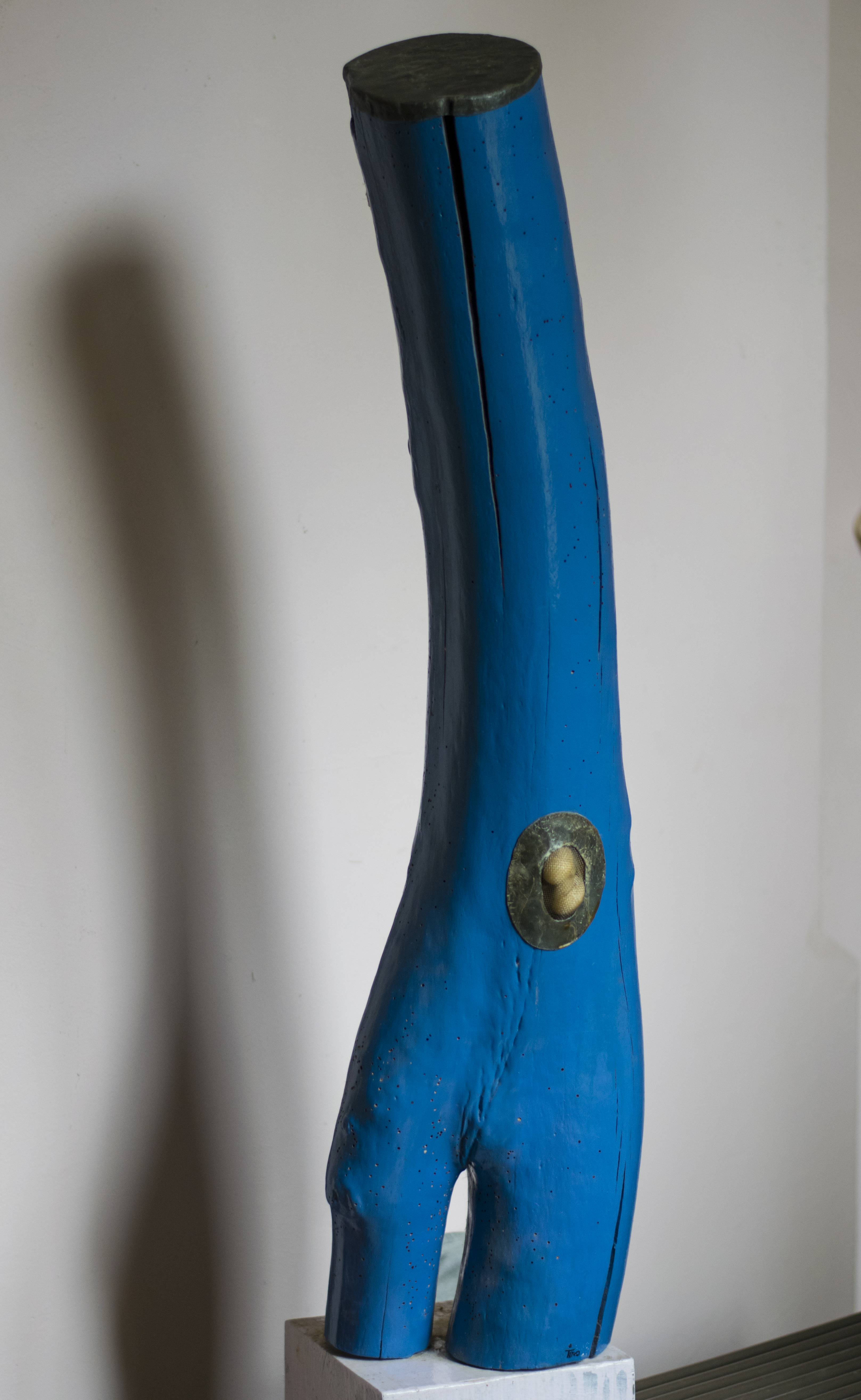
Bosnimf blauw, 1990

## Kunstmanifestaties
Begin jaren tachtig heeft Goedings diverse kunstmanifestaties georganiseerd onder naam ‘100 kunstenaars onder een dak’. Goedings zat samen met Enno Brokke en Liesbeth Brandt Corstius in de ballotagecommissie.

## Stijl
Zelf heeft Goedings zijn werk weleens omschreven als Arte Povera, maar sommigen noemden het ook wel Surrealistisch of Magisch Realistisch.

## Gedichtenbundels
- Een harnas dragen (1978)
- Momenten (1978)

## Illustraties
- Handvol phaedrische fabels (1978)
- Het geheim van de miereneuker (1978)

## Filmprijzen
Goedings heeft met zijn films verschillende regionale, nationale en internationale prijzen gewonnen. Zo won hij in 1993 goud op het NOVA-filmfestival en brons op het UNICA-wereldfilmfestival in Argentinië met zijn film Via Dolorosa. Samen met Floris Wolvetang  maakte hij de film Een leven in liefde geleden, over het leven van Dorothea Visser. Hij heeft er in 1997 zilver mee gewonnen op het NOVA-filmfestival.

## Filmografie
- Friedl (1987)
- Over the borderline (1988)
- Stagnalis (1989)
- Fe'niks (1989)
- Scarabee (1992)
- Via Dolorosa (1992)
- Qui rit (1993)
- Vrije vlucht (1993)
- In het licht van de schaduw (1994)
- Partir c'est mourir un peu (1994)
- Secula Seculorum (1995)
- De vlinderboom (1995)
- Richard (1995)
- Herfstlicht (1996)
- The mirror of the mind (1996)
- Een leven in liefde geleden (1997)
- Heimwee (1999)
- Kiezen (1999)